# برکسویل (اوهایو)
برکسویل(به انگلیسی: Brecksville) شهری در ایالت اوهایو کشور ایالات متحده آمریکا است که جمعیت آن در سرشماری سال ۲۰۱۰ میلادی، ۱۳٬۶۵۶ نفر بوده‌است.